# Centro de diversidade
Centro de diversidade, também por vezes centro de origem ou centro de Vavilov, é a designação dada em biogeografia à área geográfica onde um grupo de organismos, domesticados ou não, desenvolveram inicialmente as suas características distintivas. Nikolai Vavilov inicialmente identificou 8 centros de diversidade, mas em 1935 subdividiu esses centros em 12, cobrindo a generalidade dos grandes grupos taxonómicos.

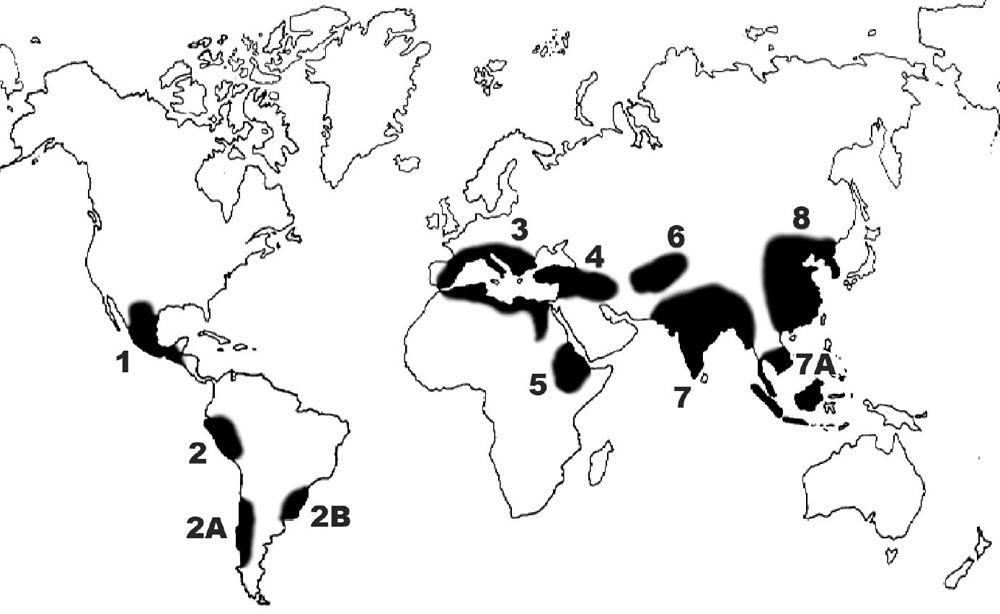